# Double Rainbow: The Music of Antonio Carlos Jobim
Double Rainbow: The Music of Antonio Carlos Jobim ist ein Jazz-Album von Joe Henderson, aufgenommen in zwei Sessions in unterschiedlicher Besetzung am 19. und 20. September 1994 in Los Angeles und am 5. und 6. November 1994 in New York City. Die Aufnahmen wurden 1995 auf dem Label Verve Records veröffentlicht.

## Die Musik des Albums
Nach Lush Life: The Music of Billy Strayhorn (1991) und So Near, So Far (Musings for Miles) (1992) war Double Rainbow Joe Hendersons drittes Album für Verve Records. Wie schon die Vorgängeralben waren auch diese Sessions konzipiert, um als Tributalbum veröffentlicht zu werden. Henderson nahm mit zwei unterschiedlichen Bands, einer US-amerikanischen (in Los Angeles) und einer brasilianischen (in New York), zwölf Kompositionen von Antônio Carlos Jobim auf. Henderson hatte den Komponisten 1993 bei zwei Konzerten zu dessen Ehren in Rio de Janeiro und São Paulo kennengelernt; im April 1994 trafen sich die beiden Musiker erneut in New York bei einer Feier anlässlich des fünfzigjährigen Bestehens von Verve Records. Ursprünglich war geplant, eine der beiden Sessions zusammen mit dem Komponisten in Rio durchzuführen, was jedoch nicht mehr realisiert werden konnte, da Jobim schwer erkrankte; er starb schließlich am 8. Dezember 1994.
Henderson hatte bereits auf seinem Blue-Note-Debütalbum Page One (1963) mit Recorda Me einen stark Bossa-Nova-beeinflussten Titel eingespielt. Die Aufnahmen entstanden mit zwei unterschiedlichen Besetzungen; mit einem brasilianischen Quartett, bestehend aus der Pianistin Eliane Elias, dem Bassisten Nico Assumpção und dem Schlagzeuger Paulo Braga sowie dem Gitarristen Oscar Castro-Neves, der auch als Co-Produzent fungierte, ferner mit einem amerikanischen Jazztrio aus dem Pianisten Herbie Hancock, dem Bassisten Christian McBride und dem Schlagzeuger Jack DeJohnette.
Die Titel sind auf dem Album in der Form von zwei Suiten angeordnet – Suite 1 – Joe/Braz/Jobim und Suite 2 – Joe/Jazz/Jobim. Das Album beginnt mit dem Titel (A) Felicidade, der aus dem Film-Soundtrack von Orfeu Negro (Regie: Marcel Camus, 1959) stammte und Jobim weltweit bekannt gemacht hatte. Dreamer (auch Vivo Sonhando, 1963) fand schon bei dem Stan-Getz-Album Getz/Gilberto (1964) Verwendung; Boto (dt.: Delphin) hatte Jobim auf seinem Album Urubu 1976 eingespielt. Ligia war in den USA auch durch die Stan-Getz-/João-Gilberto-Version von 1975 (The Best of Two Worlds) bekannt. Once I Loved (Amor em Paz), das Henderson hier mit Castro-Neves im Duo spielte, hatte Gilberto 1961 mit einem Arrangement Jobims eingespielt. Es ist auch der einzige Jobim-Song, den Henderson zuvor aufgenommen hatte (The Kicker, 1967). Triste stammt von Jobims Wave-Album (1974); Photograph und Portrait in Black and White von dessen Album A Certain Mr Jobim aus dem Jahr 1965. Happy Madness hatte Jobim 1971 zusammen mit Frank Sinatra eingespielt; Pasarim ist eine Komposition Jobims von 1987. Den letzten Titel des Albums spielte Joe Henderson als Solist; er wurde 1958 erstmals in Brasilien von Elizete Cardoso mit einem Arrangement Jobims aufgenommen.

## Aufführungen der Album-Musik
Am 23. Juni 1995 trat Henderson mit den Jobim-Kompositionen, begleitet von den brasilianischen Musikern, auf dem New Yorker JVC Jazz Festival auf. Dabei folgte er weniger den opulenten Melodien aus Jobims Songbuch, sondern überführte diese in einen modernen Kontext: „Henderson ist ein zunehmend introvertiert spielender Musiker, der Phrasen bewusst abmildert und Harmonien reduziert […].“
 Im Quintett um Castro-Neves stellte er die Titel auch dem europäischen Publikum vor (im Juli 1995 auf dem North Sea Jazz Festival und auf dem Montreux Jazz Festival).

## Rezension
Scott Yanow vergab in Allmusic an das Album 4½ (von fünf) Sterne und merkte zu den Aufnahmen an: „Generell bevorzugte Henderson statt Jobims Erfolgstitel eher dessen in Vergessenheit geratenen Kompositionen, und in einigen Fällen – wie in dem Straight ahead gespielten No More Blues– sind die Ergebnisse überraschend.“ Als Höhepunkte des „sehr empfehlenswerten“ Albums bezeichnet Yanow Felicidade, Triste, Zingaro und das Duett mit dem Gitarristen Oscar Castro-Neves in Once I Loved.
Richard Cook und Brian Morton bewerteten das Album mit 3 (von vier) Sternen und bezeichneten es als lush, charming, […] essential high-calibre light-jazz. Obwohl alle gut spielten und Henderson äußerst relaxed klinge, vermisse man gelegentlich ein wirklich außergewöhnliches Solo oder etwas, was in die allgemeine Heiterkeit dieser Musik eindringe.

## Liste der Titel
- Joe Henderson – Double Rainbow: Music of Antonio Carlos Jobim (Verve 314 527 222-2)
  1. Felicidade – 4:44
  2. Dreamer (Vivo Sonhando) – 5:24
  3. Boto – 6:34
  4. Ligia – 4:31
  5. Once I Loved (Amore Em Paz) – 5:22
  6. Triste – 5:28
  7. Photograph – 5:01
  8. Portrait in Black and White (Zingaro) – 5:17
  9. No More Blues (Chega De Saudade) – 6:39
  10. Happy Madness – 3:12
  11. Passarim – 5:38
  12. Modinha – 4:33
- Alle Kompositionen stammen von Antonio Carlos Jobim.